# لو يي (لاعب كرة قدم)
لو يي (بالصينية: 罗毅) (24 يونيو 1987 بخوبي في الصين - ) هو لاعب كرة قدم صيني في مركز الوسط. لعب مع نادي تشونغتشينغ ليانغجيانغ وWuhan Optics Valley F.C. ‏ ونادي ووهان.

## وصلات خارجية
- لو يي (لاعب كرة قدم) على موقع قاعدة بيانات كرة القدم.إي يو (الإنجليزية)
- لو يي (لاعب كرة قدم) على موقع Soccerway.com (الإنجليزية)